# Jasper Maskelyne
Jasper Maskelyne (Royaume-Uni, 1902 - Kenya, 1973) est un illusionniste britannique.
Connu pour ces spectacles de magie avant la Seconde Guerre mondiale, il aurait travaillé dans une unité spécialisée dans le camouflage, le Magic Gang. Cette version, issue de son autobiographie, est aujourd'hui remise en question.

## Biographie
Fils du magicien et inventeur Nevil Maskelyne et petit-fils du magicien John Nevil Maskelyne, il s’engage dans l’armée à la déclaration de guerre, en septembre 1939.

### Pendant la Seconde Guerre mondiale
Nommé sous-lieutenant du Génie le 14 octobre 1940, dans le service du camouflage, il rejoint l’Afrique du Nord en janvier 1941. Spécialiste de la dissimulation et de l’illusion, il intègre la A Force, unité créée par le général Archibald Wavell pour tromper et intoxiquer l’ennemi. Sous ses ordres, les hommes du Magic Gang font preuve d’une grande ingéniosité ; ils créent ainsi les fameux chars factices, réussissent à dissimuler le port d’Alexandrie à l’aviation allemande et contribuent en 1942 à la victoire d’El-Alamein en trompant Rommel sur la localisation réelle des forces alliées grâce à des leurres.
Affecté ensuite au MI9, le service créé pour faciliter la fuite des soldats alliés des pays ennemis et aider à l’évasion des prisonniers des camps, il invente de nombreux gadgets.
En 1943 il est au Caire où il participe à la formation des agents de la Force 133 du Special Operations Executive avant leur parachutage dans les territoires occupés du bassin méditerranéen.

#### Remise en cause de sa version des évènements
Maskelyne n’a reçu aucune reconnaissance officielle pour sa participation à la guerre, ce qui tendrait à démontrer que sa participation ne fut pas aussi importante que celle que Maskelyne avance dans ses mémoires.

### Après-guerre
D'après le journal Libération, Maskelyne serait devenu instructeur d’auto-école à Nairobi, au Kenya. Selon d'autres sources, il serait devenu officier de police au Kenya.
Il a publié ses mémoires Magic : Top secret en 1949.

## Dans la culture populaire
En 2021, StudioCanal annonce vouloir faire un film sur l'histoire de Maskelyne avec Benedict Cumberbatch dans le rôle principal.

### Sources
- (en) Photographie de Jasper Maskelyne en uniforme du Génie, pendant la Seconde guerre mondiale
- (en) London Gazette - journal officiel - du 11 novembre 1940 avec nomination de J. Maskelyne au grade de sous-lieutenant du Génie
- Colonel  David Smiley (trad. de l'anglais par Thierry Le Breton), Au cœur de l'action clandestine des commandos au MI6, Sceaux, l'Esprit du livre éd, coll. « Histoire & mémoires combattantes », 2008, 344 p. (ISBN 978-2-915960-27-3). Traduction de (en) Irregular Regular, Michael Russell, Norwich, 1994. Les mémoires d'un officier des Royal Horse Guards, officier du SOE en Albanie, du SOE en Asie du Sud-Est puis du MI6 qui eut comme instructeur Jasper Maskelyne.